# Сима
Сима́, или ма́су (лат. Oncorhynchus masou), — рыба семейства лососёвых, самый южный и наиболее тепловодный их представитель. Встречается только на азиатском побережье Тихого океана.

## Описание
Сима достигает 79 см в длину и массы 10 кг. Внешне похожа на кижуча или мелкую чавычу, однако чёрные пятна на её теле крупнее и их значительно больше. Они покрывают спину и бока рыбы, а также спинной и хвостовой плавники. Сима в брачном наряде окрашена очень ярко: её оливковое тело покрыто поперечными красными и малиновыми полосами, у входящей в реку симы они светло-малинового цвета, у нерестящейся темнеют.
Имеет две формы:
- проходная сима, малёк скатывается в море, через 3-4 года возвращается в реку на нерест большой рыбой, длиной около 0,5 м и более. Проходная сима входит в реки Камчатки, Сахалина, Приморья, Хоккайдо и Хондо, на юг по материковому берегу идёт до Пусана и р. Туманная.
- жилая сима, малёк по какой-то причине не скатывается в море, а остаётся жить в реке. Имеют длину около 15-20 см и постоянную пёструю окраску. В уловах встречаются преимущественно карликовые самцы. Жилая форма симы обитает в горных речках Японии, Тайваня, Сахалина, Приморья и Хабаровского края. Жилую форму симы называют «пеструшка», «каменка», «подкаменка».

Нерестовый ход симы происходит с апреля по начало июля. На Камчатке миграция симы в реки западного побережья начинается обычно в последней декаде мая и продолжается до конца июля, совпадая по срокам с нерестом у чавычи и весенней нерки. Однако максимум хода симы во многих западнокамчатских реках приходится на первую-вторую декады июня.
Нерестилища симы чаще всего располагаются в верховьях рек, в ключевых притоках. Как и у всех остальных видов лососей, икра откладывается в гнёзда на галечных грунтах со слабым течением. После нереста все особи погибают. Несмотря на то, что сима начинает подниматься на нерест весной, сам нерест происходит в конце лета — начале осени, до нереста сима находится в верховьях нерестовых рек и ручьёв. На Камчатке сима нерестится с конца июля до сентября.
В отличие от остальных тихоокеанских лососей, проходная сима может питаться в пресной воде. Проходная сима после нереста погибает, а жилая форма (преимущественно карликовые самцы) участвует в нересте и на следующий год. Молодь симы живёт в пресной воде до года и более; половозрелой сима становится на 3—4-м году жизни. Морской период жизни, в зависимости от возраста скатившейся молоди, продолжается 2—3,5 года. В море интенсивно питается ракообразными, реже молодью рыб.

## Промысел
Это ценный промысловый вид. Объект пастбищного разведения на ряде рыбозаводов Приморского края. Добывается в море (заливах, бухтах) при подходе к побережью на нерест. В реках промышленный лов, как правило, не ведётся.
Рыболовы-любители в реке могут ловить идущую на нерест симу, имея соответствующее разрешение. Лов без лицензии является браконьерством. Также браконьерством является лов без лицензии жилой формы симы («пеструшки»), штраф назначается такой же, как и за крупную проходную рыбу. Однако разрешается свободно ловить симу вне речной акватории (в море, в заливе, в бухте), разумеется, без использования сетей.
В реках симу ловят на блесну, «пеструшка» хорошо клюёт на варёную красную икру, а также на ручейника, которого в горных реках в изобилии. В морских водах симу ловят на блесну, обычно троллингом.